# Apophydia stylata
Apophydia stylata är en insektsart som beskrevs av Nielson 1996. Apophydia stylata ingår i släktet Apophydia och familjen dvärgstritar. Inga underarter finns listade i Catalogue of Life.